# Jelena die Schöne

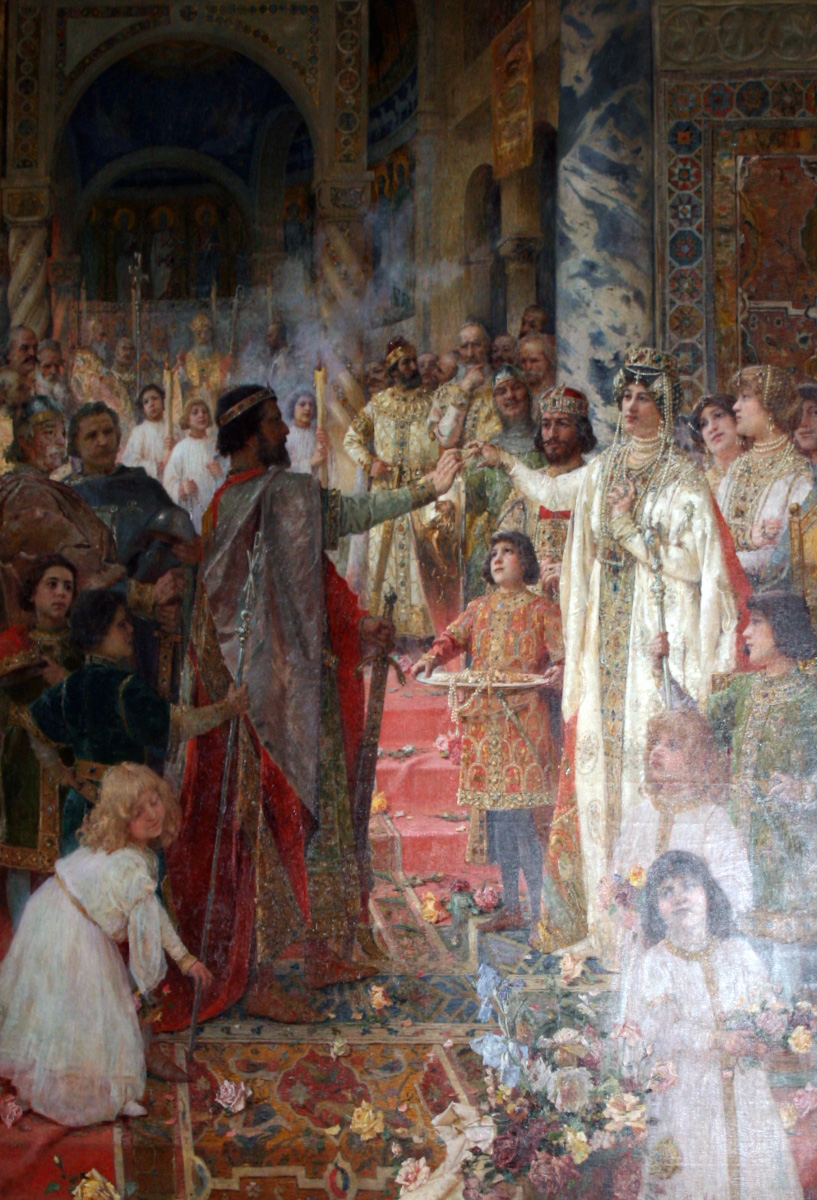
Historisierende Darstellung der Verlobung von Zvonimir und Jelena durch Celestin Mato Medović, 1907

Jelena die Schöne (ungarisch Ilona, kroatisch Jelena Lijepa; * um 1050, † nach 1089) war ungarische Prinzessin und durch Ehe Königin von Kroatien.

## Leben
Jelena war eine Tochter von König Béla I. von Ungarn (Árpáden) aus dessen erster Ehe mit Ryksa von Polen. Ihre Brüder Géza I. und Ladislaus I. waren Könige von Ungarn.
Sie heiratete König Dmitar Zvonimir von Kroatien (Trpimirović-Dynastie; † 1089) an dessen Seite sie ab 1075 Königin war. Sie hatte mit Dmitar Zvonimir außerdem einen Sohn namens Radovan sowie eine Tochter namens Klaudija.
Ihre Nichte war Irene von Ungarn, Mutter des byzantinischen Kaisers Manuel I. Komnenos und später in der orthodoxen Kirche als Heilige Irene verehrt.
Dank ihrer familiären Bindungen hatte Zvonimir die Unterstützung der Árpáden im Krieg gegen den istrisch-krainischen Markgrafen Ulrik I., der mit Jelenas Schwester Sophia verheiratet war.
Ihr einziger Sohn Radovan verstarb noch zu Lebzeiten seines Vaters Dmitar Zvonimir, welcher keine weiteren männlichen Nachkommen mehr hinterließ. Nach Zvonimirs Tod war Jelena an der Übernahme des kroatischen Thrones durch ihren Bruder Ladislaus I. aus dem Haus der Árpáden beteiligt, aus der nach dessen Tod der von 1102 bis 1918 bestehende Staatsverband Kroatiens und Ungarns hervorging. Dieser Umsturz wurde auch durch weitere Adlige unterstützt. Über ihr weiteres Schicksal ist nichts bekannt. Sie starb unter ungeklärten Umständen um das Jahr 1091.

## Quelle
- Jelena Lijepa. In: Hrvatska enciklopedija. Leksikografski zavod Miroslav Krleža, abgerufen am 13. November 2020 (kroatisch).

| Personendaten    | Personendaten                                |
| ---------------- | -------------------------------------------- |
| NAME             | Jelena die Schöne                            |
| ALTERNATIVNAMEN  | Ilona (ungarisch); Jelena lijepa (kroatisch) |
| KURZBESCHREIBUNG | Königin von Kroatien                         |
| GEBURTSDATUM     | 11. Jahrhundert                              |
| STERBEDATUM      | um 1091                                      |